# Korps-Abteilung F
Korps-Abteilung F was een provisorische eenheid van de Duitse Wehrmacht ter grootte van een divisie, die aan het oostfront werd gevormd tijdens de Tweede Wereldoorlog uit de resten van meerdere zwaar aangeslagen infanteriedivisies. De eenheid werd meteen meegezogen met de Duitse terugtocht in de zuidelijke Oekraïne en kwam pas medio april 1944 achter de  Dnjestr weer in rustiger vaarwater. Op 20 juli 1944 werd de Korps-Abteilung weer omgedoopt in een reguliere infanteriedivisie.

## Geschiedenis

### Oprichting
Korps-Abteilung F werd opgericht op 13 maart 1944 bij Heeresgruppe Süd. De Korps-Abteilung werd georganiseerd als Infanterie-Division neuer Art. De eenheid was samengesteld uit de resten van drie infanteriedivisies, die in de voorafgaande gevechten aan het oostfront (in dit geval waren de twee divisies (62e en 123e Infanteriedivisies) tijdens het Nikopol–Krivoi Rog Offensief van noordoostelijk van Krivoi Rog naar posities westelijk van de stad gedreven) zwaar waren aangeslagen. Deze Korps-Abteilung was samengesteld uit de resten van de 38e, 62e en 123e Infanteriedivisies. De staf was de voormalige staf was van de 62e Infanteriedivisie. De 38e Infanteriedivisie was als Divisiegroep 38 al op 23 oktober 1943 opgegaan in de 62e Infanteriedivisie. De regimenten werden aangeduid als Divisions-Gruppen (divisiegroepen). De bataljons werden aangeduid als Regimentsgruppen (regimentsgroepen).
De twee divisies (62e en 123e Infanteriedivisies) waren tijdens het Nikopol–Krivoi Rog Offensief van noordoostelijk van Krivoi Rog naar posities westelijk van de stad gedreven. Daarbij werden de divisies zwaar aangeslagen.

### Frontinzet
De net gevormde Korps-Abteilung werd meteen meegezogen in de Duitse terugtocht naar de Zuidelijke Boeg door het Sovjet Bereznegovatoye–Snigirevka Offensief. Deze terugtocht onder het 8e Leger ging gestaag door in de daaropvolgende weken tot medio april de Dnjestr bereikt en overgestoken werd. Achter deze rivier kwam het front tot rust. De Korps-Abteilung lag net noordelijk van Chisinau en kwam onder bevel van het 6e Leger.

### Het einde
De Korps-Abteilung F werd op 20 juli 1944 bij Chisinau omgedoopt in 62e Infanteriedivisie. De Divisiegroepen 38, 62 en 123 werden daarbij omgedoopt in resp. Grenadierregiment 112, 179 en 415.

## Samenstelling
- Staf Korps-Abteilung F (van 62e Infanteriedivisie)
- Divisionsgruppe 38 uit de staf van Grenadierregiment 371, Regimentsgruppe 108 en 112
- Divisionsgruppe 62 uit de staf van Grenadierregiment 354, Regimentsgruppe 179 (I./354) en 354 (II./354)
- Divisionsgruppe 123 uit de staf van Grenadierregiment 415, Regimentsgruppe 415 (I./415) en 416 (I./416)
- Artillerieregiment 162 met Artillerie-Abteilung I./162, II./138, III./123 und IV./162
- Divisions-Füsilier-Bataillon 62 (AA) (uit Füs.Btl. 162)
- Panzerjäger-Abteilung 123 (met delen van Panzerjäger-Abteilung 162)
- Pionier-Bataillon 162
- Nachrichten-Abteilung 162
- Feldersatz-Bataillon 162
- Nachschubtruppen 162

## Commandanten
| Rang                                   | Naam           | Begin         | Eind         |
| -------------------------------------- | -------------- | ------------- | ------------ |
| Oberst vanaf 1 april 1944 Generalmajor | Louis Tronnier | 13 maart 1944 | 20 juli 1944 |

## Bovenliggende bevelslagen
| Legerkorps          | Leger    | Legergroep              | Plaats/regio | Begin                      | Eind                       |
| ------------------- | -------- | ----------------------- | ------------ | -------------------------- | -------------------------- |
| 47e Pantserkorps    | 8. Armee | Heeresgruppe Süd        | Krivoi Rog   | 13 maart 1944              | maart 1944                 |
| 7e Legerkorps       | 8. Armee | Heeresgruppe Süd        | Okni         | maart 1944                 | 1 april 1944               |
| 7e Legerkorps       | 8. Armee | Heeresgruppe Südukraine | Fedorovka    | 1 april 1944               | april 1944                 |
| Gruppe Knobelsdorff | 8. Armee | Heeresgruppe Südukraine | Fedorovka    | begin-4-1944               | tussen 8 en 12 april 1944  |
| 17e Legerkorps      | 8. Armee | Heeresgruppe Südukraine | Chisinau     | tussen 8 en 12 april 1944  | tussen 12 en 15 april 1944 |
| 17e Legerkorps      | 6. Armee | Heeresgruppe Südukraine | Chisinau     | tussen 12 en 15 april 1944 | 2e helft april 1944        |
| 44e Legerkorps      | 6. Armee | Heeresgruppe Südukraine | Chisinau     | 2e helft april 1944        | -                          |